# Tanzania pusillus
Tanzania pusillus là một loài nhện trong họ Salticidae.
Loài này thuộc chi Tanzania. Tanzania pusillus được Wanda Wesołowska & Anthony Russell-Smith miêu tả năm 2000.